# Andrea Boattini
Andrea Boattini (16 de setembre de 1969) és un astrònom italià, prolífic descobridor de asteroides i estels. Després de desenvolupar un creixent interès en els planetes menors, es va graduar el 1996 en la Universitat de Bolonya amb una tesi sobre objectes propers a la Terra (NEO). Està involucrat en diversos projectes relacionats amb seguiment i programes de cerca de NEO, amb especial interès en els coneguts com asteroides Aton. En l'actualitat treballa en el Lunar and Planetary Laboratory de la Universitat d'Arizona, després d'haver passat molts anys en el Consiglio Nazionale delle Ricerche (Consell Nacional de Recerca d'Itàlia) i l'Observatori Astronòmic de Roma. Treballa per al projecte Catalina Sky Survey, a Tucson, Arizona (Estats Units). L'asteroide (8925) Boattini porta aquest nom en honor seu.